# Necil Kâzim Akses
Necil Kâzım Akses (n. 6 mai 1908, Istanbul – d. 16 februarie 1999, Ankara) a fost un compozitor turc.